# Nachal Telimon
Nachal Telimon (hebrejsky נחל טלימון‎) je vádí v severním Izraeli, na pomezí vysočiny Ramat Menaše a pohoří Karmel.
Začíná v nadmořské výšce okolo 200 metrů nad mořem, severovýchodně od vesnice Bat Šlomo. Odtud vádí směřuje k západu a vstupuje do zalesněné krajiny. Jižně od obce Ofer se stáčí k jihu, z východu míjí vrch Giv'ot Telimon a východně od obce Me'ir Šfeja ústí poblíž tělesa dálnice číslo 70 zprava do vádí Nachal Dalija.